# Jamie Murray
Jamie Robert Murray (Glasgow, Escocia, 13 de febrero de 1986) es un tenista británico. Su especialidad es el dobles, donde ha conseguido ser primero del mundo. Su juego es zurdo. Es integrante del equipo de Copa Davis de Gran Bretaña.
En dobles masculinos, Murray ha conseguido llegar a la final del campeonato de Wimbledon 2015, el Abierto de Estados Unidos 2015, cuatro ATP 500 y nueve ATP 250, además de ganar un challenger. En dobles mixtos, ganó el campeonato Wimbledon en 2007 con Jelena Jankovic y fue finalista en el abierto de Estados Unidos 2008. Es el hermano mayor del también tenista Andy Murray. Jamie está casado con la colombiana Alejandra Murray (Gutiérrez de soltera) desde 2010.

## Vida personal
Jamie Murray nació en Glasgow, Escocia, como el hijo mayor de William Murray y Judith Erskine. Creció en Dunblane y asistió a la Dunblane Primary School. Él y su hermano Andy estuvieron presentes durante la masacre de Dunblane de 1996, cuando Thomas Hamilton mató a 16 niños y a un profesor antes de suicidarse. Los dos hermanos formaban parte del grupo de alumnos que se escondieron en una de las clases. Sus padres se separaron en 1998, con los chicos viviendo con su padre pero siendo entrenados en el tenis por su madre.
A los 10 años, Jamie ocupaba el 3.er puesto de los mejores tenistas de su edad en Europa. A la edad de 11 años y 5 meses, quedó segundo en la categoría de niños de menos de 12 años en la prestigiosa Junior Orange Bowl. Murray ya ocupaba el 2.º puesto del ranking cuando tenía 13 años y fue seleccionado para ser educado en The Leys School en Cambridge con otros cuatro niños mientras eran capacitados por entrenadores nacionales. Pero siendo el menor fue enviado a St Faith's School, un colegio cerca a Leys. Se sintió desplazado de sus compañeros y el entrenamiento que estaba recibiendo no le gustaba, así que después de ocho meses volvió a casa. Andy Murray más tarde declaró que la experiencia de su hermano lo había "arruinado," aunque Jamie Murray respondió que sus palabras habían sido duras. No ha criticado al entrenador, declarando que criticarlo sería una opción fácil. De vuelta a casa, no tocó una raqueta de tenis en dos años.
En 2004, fue pareja de su hermano en la semifinal del Junior US Open.
Jamie y Andy se llaman el uno al otro 'Tight' como apodo.
Murray apoya al Hibernian F.C. y al Manchester United F.C.
 Su abuelo materno, Roy Erskine, fue un futbolista profesional que formaba parte del Hibernian y también, en la liga escocesa, del Stirling Albion y del Cowdenbeath.
En 2009, Jamie comenzó a salir con Alejandra Gutiérrez, una estudiante colombiana. Se casaron en Cromlix House cerca de Dunblane el 28 de octubre de 2010, siendo su hermano Andy el padrino; Andy más tarde compraría y rehabilitaría el hotel, y tanto él como su padre Willie celebrarían sus respectivas bodas en el lugar.

## Títulos de Grand Slam

### Dobles

#### Títulos (2)
| Año  | Torneo               | Pareja       | Oponentes en la final                | Resultado     |
| 2016 | Abierto de Australia | Bruno Soares | Daniel Nestor Radek Štepánek         | 2-6, 6-4, 7-5 |
| 2016 | Abierto de EE. UU.   | Bruno Soares | Pablo Carreño Guillermo García-López | 6-2, 6-3      |

#### Finalista (3)
| Año  | Torneo             | Pareja       | Oponentes en la final               | Resultado        |
| 2015 | Wimbledon          | John Peers   | Jean-Julien Rojer Horia Tecău       | 6-7(5), 4-6, 4-6 |
| 2015 | Abierto de EE. UU. | John Peers   | Pierre-Hugues Herbert Nicolas Mahut | 4-6, 4-6         |
| 2021 | Abierto de EE. UU. | Bruno Soares | Rajeev Ram Joe Salisbury            | 6-3, 2-6, 2-6    |

### Dobles mixto

#### Títulos (5)
| Año  | Torneo             | Pareja                | Oponentes en la final         | Resultado        |
| 2007 | Wimbledon          | Jelena Janković       | Alicia Molik Jonas Björkman   | 6-4, 3-6, 6-1    |
| 2017 | Wimbledon          | Martina Hingis        | Heather Watson Henri Kontinen | 6-4, 6-4         |
| 2017 | Abierto de EE. UU. | Martina Hingis        | Hao-Ching Chan Michael Venus  | 6-1, 4-6, [10-8] |
| 2018 | Abierto de EE. UU. | Bethanie Mattek-Sands | Alicja Rosolska Nikola Mektić | 2-6, 6-3, [11-9] |
| 2019 | Abierto de EE. UU. | Bethanie Mattek-Sands | Hao-Ching Chan Michael Venus  | 6-2, 6-3         |

#### Finalista (2)
| Año  | Torneo               | Pareja                | Oponentes en la final            | Resultado        |
| 2018 | Wimbledon            | Victoria Azarenka     | Nicole Melichar Alexander Peya   | 6-7(1), 3-6      |
| 2020 | Abierto de Australia | Bethanie Mattek-Sands | Barbora Krejčíková Nikola Mektić | 7-5, 4-6, [1-10] |

## Títulos ATP (34; 0+34)

### Dobles (34)
| Leyenda                         |
| Grand Slam (2)                  |
| ATP Wourld Tour Finals (0)      |
| ATP Masters 1000 World Tour (1) |
| ATP World Tour 500 series (9)   |
| ATP World Tour 250 series (22)  |

| N.º | Fecha                    | Torneo               | Superficie    | Pareja        | Oponentes en la final                   | Resultado            |
| --- | ------------------------ | -------------------- | ------------- | ------------- | --------------------------------------- | -------------------- |
| 1.  | 12 de febrero de 2007    | San José             | Dura          | Eric Butorac  | Chris Haggard Rainer Schuettler         | 7-5, 7-6(6)          |
| 2.  | 19 de febrero de 2007    | Memphis              | Dura          | Eric Butorac  | Julian Knowle Jürgen Melzer             | 7-5, 6-3             |
| 3.  | 18 de junio de 2007      | Nottingham           | Hierba        | Eric Butorac  | Joshua Goodall Ross Hutchins            | 4-6, 6-3, [10-5]     |
| 4.  | 11 de febrero de 2008    | Delray Beach         | Dura          | Max Mirnyi    | Bob Bryan Mike Bryan                    | 6-4, 3-6, [10-6]     |
| 5.  | 7 de noviembre de 2010   | Valencia             | Dura (i)      | Andy Murray   | Mahesh Bhupathi Max Mirnyi              | 7-6(8), 5-7, [10-7]  |
| 6.  | 25 de septiembre de 2011 | Metz                 | Dura          | Andre Sa      | Lukáš Dlouhý Marcelo Melo               | 6-4, 7-6(7)          |
| 7.  | 9 de octubre de 2011     | Tokio                | Dura          | Andy Murray   | Frantisek Cermak Filip Polasek          | 6-1, 6-4             |
| 8.  | 13 de abril de 2013      | Houston              | Tierra batida | John Peers    | Bob Bryan Mike Bryan                    | 1-6, 7-6(3), [12-10] |
| 9.  | 28 de julio de 2013      | Gstaad               | Tierra batida | John Peers    | Pablo Andújar Guillermo García-López    | 6-3, 6-4             |
| 10. | 29 de septiembre de 2013 | Bangkok              | Dura (i)      | John Peers    | Tomasz Bednarek Johan Brunström         | 6-3, 3-6, [10-6]     |
| 11. | 4 de mayo de 2014        | Múnich               | Tierra batida | John Peers    | Colin Fleming Ross Hutchins             | 6-4, 6-2             |
| 12. | 11 de enero de 2015      | Brisbane             | Dura          | John Peers    | Aleksandr Dolgopólov Kei Nishikori      | 6-3, 7-6(4)          |
| 13. | 2 de agosto de 2015      | Hamburgo             | Tierra batida | John Peers    | Juan Sebastián Cabal Robert Farah       | 2-6, 6-3, [10-8]     |
| 14. | 16 de enero de 2016      | Sídney               | Dura          | Bruno Soares  | Rohan Bopanna Florin Mergea             | 6-3, 7-6(6)          |
| 15. | 30 de enero de 2016      | Abierto de Australia | Dura          | Bruno Soares  | Daniel Nestor Radek Štepánek            | 2-6, 6-4, 7-5        |
| 16. | 10 de septiembre de 2016 | Abierto de EE.UU.    | Dura          | Bruno Soares  | Pablo Carreño Guillermo García-López    | 6-2, 6-3             |
| 17. | 4 de marzo de 2017       | Acapulco             | Dura          | Bruno Soares  | John Isner Feliciano López              | 6-3, 6-3             |
| 18. | 18 de junio de 2017      | Stuttgart            | Hierba        | Bruno Soares  | Oliver Marach Mate Pavić                | 6-7(4), 7-5, [10-5]  |
| 19. | 25 de junio de 2017      | Queen's Club         | Hierba        | Bruno Soares  | Julien Benneteau Édouard Roger-Vasselin | 6-2, 6-3             |
| 20. | 3 de marzo de 2018       | Acapulco             | Dura          | Bruno Soares  | Bob Bryan Mike Bryan                    | 7-6(4), 7-5          |
| 21. | 5 de agosto de 2018      | Washington           | Dura          | Bruno Soares  | Mike Bryan Édouard Roger-Vasselin       | 3-6, 6-3, [10-4]     |
| 22. | 19 de agosto de 2018     | Cincinnati           | Dura          | Bruno Soares  | Juan Sebastián Cabal Robert Farah       | 4-6, 6-3, [10-6]     |
| 23. | 12 de enero de 2019      | Sídney               | Dura          | Bruno Soares  | Juan Sebastián Cabal Robert Farah       | 6-4, 6-3             |
| 24. | 14 de noviembre de 2020  | Sofía                | Dura (i)      | Neal Skupski  | Jürgen Melzer Édouard Roger-Vasselin    | w/o                  |
| 25. | 7 de febrero de 2021     | Melbourne I          | Dura          | Bruno Soares  | Juan Sebastián Cabal Robert Farah       | 6-3, 7-6(7)          |
| 26. | 31 de octubre de 2021    | San Petersburgo      | Dura (i)      | Bruno Soares  | Andrey Golubev Hugo Nys                 | 6-3, 6-4             |
| 27. | 27 de agosto de 2022     | Winston-Salem        | Dura          | Matthew Ebden | Hugo Nys Jan Zieliński                  | 6-4, 6-2             |
| 28. | 12 de febrero de 2023    | Dallas               | Dura (i)      | Michael Venus | Nathaniel Lammons Jackson Withrow       | 1-6, 7-6(4), [10-7]  |
| 29. | 22 de abril de 2023      | Bania Luka           | Tierra batida | Michael Venus | Francisco Cabral Aleksandr Nedovyesov   | 7-5, 6-2             |
| 30. | 27 de mayo de 2023       | Ginebra              | Tierra batida | Michael Venus | Marcel Granollers Horacio Zeballos      | 7-6(6), 7-6(3)       |
| 31. | 26 de septiembre de 2023 | Zhuhai               | Dura (i)      | Michael Venus | Nathaniel Lammons Jackson Withrow       | 6-4, 6-4             |
| 32. | 24 de febrero de 2024    | Doha                 | Dura          | Michael Venus | Lorenzo Musetti Lorenzo Sonego          | 7-6(0), 2-6, [10-8]  |
| 33. | 27 de octubre de 2024    | Basilea              | Dura (i)      | John Peers    | Wesley Koolhof Nikola Mektić            | 6-3, 7-5             |
| 34. | 9 de noviembre de 2024   | Belgrado             | Dura (i)      | John Peers    | Ivan Dodig Skander Mansouri             | 3-6, 7-6(5), [11-9]  |

#### Finalista (31)
| N.º | Fecha                    | Torneo            | Superficie    | Pareja        | Oponentes en la final                | Resultado           |
| --- | ------------------------ | ----------------- | ------------- | ------------- | ------------------------------------ | ------------------- |
| 1.  | 30 de julio de 2006      | Los Ángeles       | Dura          | Eric Butorac  | Bob Bryan Mike Bryan                 | 2-6, 4-6            |
| 2.  | 1 de octubre de 2006     | Bangkok           | Dura (i)      | Andy Murray   | Jonathan Erlich Andy Ram             | 2-6, 6-2, [4-10]    |
| 3.  | 1 de abril de 2008       | Estoril           | Tierra batida | Kevin Ullyett | Jeff Coetzee Wesley Moodie           | 2-6, 6-4, [8-10]    |
| 4.  | 16 de junio de 2008      | Nottingham        | Hierba        | Jeff Coetzee  | Bruno Soares Kevin Ullyett           | 2-6, 6-7(5)         |
| 5.  | 5 de febrero de 2012     | Montpellier       | Dura          | Paul Hanley   | Nicolas Mahut Édouard Roger-Vasselin | 4-6, 6-7(4)         |
| 6.  | 6 de octubre de 2012     | Tokio             | Dura          | John Peers    | Rohan Bopanna Édouard Roger-Vasselin | 6-7(5), 4-6         |
| 7.  | 15 de junio de 2014      | Queen's Club      | Hierba        | John Peers    | Alexander Peya Bruno Soares          | 6-4, 6-7(4), [4-10] |
| 8.  | 23 de agosto de 2014     | Winston-Salem     | Dura          | John Peers    | Juan Sebastián Cabal Robert Farah    | 3-6, 4-6            |
| 9.  | 27 de septiembre de 2014 | Kuala Lumpur      | Dura (i)      | John Peers    | Marcin Matkowski Leander Paes        | 6-3, 6-7(5), [5-10] |
| 10. | 15 de febrero de 2015    | Róterdam          | Dura (i)      | John Peers    | Marin Draganja Henri Kontinen        | 6-3, 3-6, [8-10]    |
| 11. | 26 de abril de 2015      | Barcelona         | Tierra batida | John Peers    | Jean-Julien Rojer Horia Tecău        | 3-6, 7-6(6), [9-11] |
| 12. | 11 de julio de 2015      | Wimbledon         | Hierba        | John Peers    | Jean-Julien Rojer Horia Tecău        | 6-7(5), 4-6, 4-6    |
| 13. | 12 de septiembre de 2015 | Abierto de EE.UU. | Dura          | John Peers    | Pierre-Hugues Herbert Nicolas Mahut  | 4-6, 4-6            |
| 14. | 25 de octubre de 2015    | Viena             | Dura (i)      | John Peers    | Łukasz Kubot Marcelo Melo            | 6-4, 6-7(3), [6-10] |
| 15. | 1 de noviembre de 2015   | Basilea           | Dura (i)      | John Peers    | Alexander Peya Bruno Soares          | 5-7, 5-7            |
| 16. | 17 de abril de 2016      | Montecarlo        | Tierra batida | Bruno Soares  | Pierre-Hugues Herbert Nicolas Mahut  | 6-4, 0-6, [6-10]    |
| 17. | 31 de julio de 2016      | Toronto           | Dura          | Bruno Soares  | Ivan Dodig Marcelo Melo              | 4-6, 4-6            |
| 18. | 14 de enero de 2017      | Sídney            | Dura          | Bruno Soares  | Wesley Koolhof Matwé Middelkoop      | 3-6, 5-7            |
| 19. | 20 de agosto de 2017     | Cincinnati        | Dura          | Bruno Soares  | Pierre-Hugues Herbert Nicolas Mahut  | 6-7(6), 4-6         |
| 20. | 8 de octubre de 2017     | Tokio             | Dura          | Bruno Soares  | Ben McLachlan Yasutaka Uchiyama      | 4-6, 6-7(1)         |
| 21. | 5 de enero de 2018       | Doha              | Dura          | Bruno Soares  | Oliver Marach Mate Pavić             | 2-6, 6-7(6)         |
| 22. | 24 de junio de 2018      | Queen's Club      | Hierba        | Bruno Soares  | Henri Kontinen John Peers            | 4-6, 3-6            |
| 23. | 14 de octubre de 2018    | Shanghái          | Dura          | Bruno Soares  | Łukasz Kubot Marcelo Melo            | 4-6, 2-6            |
| 24. | 28 de abril de 2019      | Barcelona         | Tierra batida | Bruno Soares  | Juan Sebastián Cabal Robert Farah    | 4-6, 6-7(4)         |
| 25. | 29 de agosto de 2020     | Cincinnati        | Dura          | Neal Skupski  | Pablo Carreño Álex de Miñaur         | 2-6, 5-7            |
| 26. | 1 de noviembre de 2020   | Viena             | Dura (i)      | Neal Skupski  | Łukasz Kubot Marcelo Melo            | 6-7(5), 5-7         |
| 27. | 10 de septiembre de 2021 | Abierto de EE.UU. | Dura          | Bruno Soares  | Rajeev Ram Joe Salisbury             | 6-3, 2-6, 2-6       |
| 28. | 20 de febrero de 2022    | Río de Janeiro    | Tierra batida | Bruno Soares  | Simone Bolelli Fabio Fognini         | 5-7, 7-6(2), [6-10] |
| 29. | 8 de enero de 2023       | Adelaida I        | Dura          | Michael Venus | Lloyd Glasspool Harri Heliövaara     | 3-6, 6-7(3)         |
| 30. | 20 de agosto de 2023     | Cincinnati        | Dura          | Michael Venus | Máximo González Andrés Molteni       | 6-3, 1-6, [9-11]    |
| 31. | 22 de octubre de 2023    | Tokio             | Dura          | Michael Venus | Rinky Hijikata Max Purcell           | 4-6, 1-6            |

## Challengers

### Dobles (1)
| N.º | Fecha                | Torneo | Superficie    | Pareja        | Oponentes en la final        | Resultado    |
| --- | -------------------- | ------ | ------------- | ------------- | ---------------------------- | ------------ |
| 1.  | 28 de agosto de 2006 | Como   | Tierra batida | Jamie Delgado | Victor Crivoi Gabriel Moraru | 6-2 4-6 10-7 |

### Finalista en dobles (4)
- 2006: Dublín (junto a Colin Fleming, pierden ante Jasper Smit y Martijn Van Haasteren)
- 2006: Wrexham (junto a Colin Fleming, pierden ante Jean-Francois Bachelot y Stephane Robert)
- 2006: Binghamton (junto a Colin Fleming, pierden ante Scott Lipsky y David Martin)
- 2006: Génova (junto a Jamie Delgado, pierden ante Adriano Biasella y Marcelo Charpentier)